# Sachsen-Meiningen
Saxe-Meiningen (tiếng Đức: Sachsen-Meiningen) là một nhà nước thuộc Đế chế La Mã Thần thánh, được cai trị bởi dòng Ernestine, nhánh trưởng của triều đại Wettin, lãnh thổ của nó nằm ở phía Tây Nam Bang Thuringia của Đức ngày nay.
Được thành lập vào năm 1681, bằng cách phân chia công quốc Sachsen-Gotha giữa 7 người con trai của Công tước Ernst Ngoan đạo sau khi ông này qua đời, Công quốc Sachsen-Meiningen được tạo ra và để lại cho người con trai thứ 3 là Bernhard I, công quốc này tồn tại đến năm 1918 thì bị bãi bỏ sau Cách mạng Đức như các nhà nước quân chủ khác.